# Herbert Mahn
Herbert Mahn (Lebensdaten unbekannt) war ein deutscher Fußballspieler.

## Karriere
Mahn hat in Breslau Fußball gespielt; in der Bezirksklasse Breslau, eine von fünf vom Südostdeutschen Fußball-Verband organisierten Spielklassen, ist er in der A-Klasse zum Einsatz gekommen. Am Saisonende 1909/10 wurde diese vom VfR 1897 Breslau als Meister abgeschlossen. Damit war er berechtigt mit seiner Mannschaft an der Endrunde um die Südostdeutsche Meisterschaft teilzunehmen. Da am 3. April 1910 der FC Askania Forst mit 3:1 n. V. im Finale in Breslau bezwungen werden konnte, war seine Mannschaft zugleich Endrundenteilnehmer um die Deutsche Meisterschaft. Das Auftaktspiel am 17. April 1910 wurde sogleich mit 1:2 im Viertelfinale gegen den Rixdorfer FC Tasmania 1900 verloren, wobei ihm mit dem Anschlusstreffer in der 90. Minute das einzige Tor gelungen war.

## Erfolge
- Viertelfinalist Deutsche Meisterschaft 1910
- Südostdeutscher Meister 1910
- Breslauer Meister 1910